# André Sauger
André Sauger, né le 17 mai 1896 à Paris et mort le 5 mai 1973, est un journaliste et résistant français. 
Après plusieurs passages par des cabinets ministériels, il entre dans le monde du journalisme. Pendant la l'Occupation, il s'engage dans la Résistance et rejoint le Bureau d'Information et de Presse qui est chargé de la transmission des informations au sein de la France combattante. Tout au long de sa vie, il travaille dans de nombreux journaux français dont Libération pour lequel il occupe le poste de rédacteur en chef pendant 17 ans. 

## Biographie

### Enfance et études
André Sauger naît le 17 mai 1896 à Paris. Il obtient une licence de droit.

### Journalisme
En 1923, il est nommé chef du secrétariat particulier de Léon Bourgeois puis, entre 1924 et 1928, il dirige celui de Gaston Doumergue, qu'il suit de la présidence du Sénat à la présidence de la République,. Il écrit à cette époque plusieurs ouvrages dont Aujourd'hui, mon vieux, en 1924 et La vie est belle, en 1928. À la suite de l'échec du gouvernement Herriot, il fait partie des radicaux qui souhaitent une alliance plus importante avec les socialistes. Il se dirige par la suite vers le métier de journaliste parlementaire. Il rejoint en 1928 La République puis, quatre ans plus tard en 1932, L'Œuvre. 
Il s'engage dans le radicalisme avec d'autres membres de la jeunesse intellectuelle de gauche de l'époque. Il s'interroge à leurs côtés sur une future construction européenne, dépendante d'une baisse des tensions entre la France et l'Allemagne, qui devrait s'appuyer selon lui sur une révision du traité de Versailles. Dans son ouvrage Dictature ou démocratie publié en 1932 à la Librairie Valois, il s'oppose en partie au dirigisme promu par Bertrand de Jouvenel avec qui il est proche. Politiquement, il défend un système avec un exécutif puissant dans les mains du président du conseil.
Avant la guerre, en 1938, il rejoint le Canard enchaîné avec lequel il partage « le sens du calembour et du mot qui fait mouche »,.

### Résistance
Pendant l'Occupation, qu'il passe à Vichy, il s'investit dans la Résistance. Officiellement, il travaille pour le journal La Montagne. Dans l'ombre, il est l'informateur de Jean Rochon et lui transmet des informations pour son journal Libération qu'il diffuse dès 1941. Il participe par ailleurs au Bureau d'Information et de Presse aux côtés de Georges Bidault et de Pierre Corval notamment. Ils cherchent à partager les informations entre la France et Londres. Le journaliste les assiste dans la rédaction du volumineux Bulletin de la France combattante paru de façon hebdomadaire et lu par le général de Gaulle. Les informations du Bulletin, dont le long rapport hebdomadaire d'André Sauger sur l'activité du gouverment, sont destinées à la presse clandestine et aux Forces françaises libres,.
Il est soupçonné dès 1942 par Pierre Laval mais parvient à se faire oublier et démeure le principal informateur de la Résistance à Vichy. Il est arrêté par la police du régime le 22 mars 1944 et échappe de peu à la Gestapo. Pierre Laval, devant l'émoi suscité, justifie son arrestation en expliquant avoir voulu « le sauver » et lui éviter la déportation,. En prévision de la Libération, Georges Bidault fonde la Commission de presse dans laquelle participe André Sauger.

### Après-guerre
Avec d'autres représentants de la presse résistante, il participe à la fondation du Centre de formation des journalistes en tant que secrétaire général des journalistes CGT. Il fait partie du conseil d'administration de l'établissement jusqu'à sa mort.  Il reprend sa collaboration avec le Canard enchaîné et devient chef du service politique du Franc-Tireur,. Il quitte cette rédaction en 1948 lors d'une scission de l'équipe et suit plusieurs autres journalistes qui accusent le journal d'être trop gaulliste. Il rejoint alors Libération comme rédacteur en chef et y reste jusqu'à la disparition du journal en 1965. Dans l'exercice de ses fonctions, il est attaqué pour injures et diffamation par Jean Baylot dont la demande est finalement déboutée en 1956.
Il devient administrateur du Canard enchaîné en 1955. Jusqu'à sa mort, il travaille dans plusieurs institutions. Il est ainsi vice-président du Syndicat de la presse hebdomadaire parisienne à partir de 1969. Il représente alors un journalisme d'un autre temps « où le ton l'emportait sur la documentation ». Son élégance simple et son style incisif lui valent le surnom de « dernier boulevardier ». Il meurt à 76 ans le 5 mai 1973 et ses obsèques sont célébrées dans l'intimité.